# 滇印石豆兰
滇印石豆兰（学名：Bulbophyllum obrienianum）是兰科石豆兰属的一种兰花。分布于印度和中国云南地区。
有观点认为被处理为蒙自石豆兰(Bulbophyllum yunnanense)异名的Trias verrucosa（疣花三角兰）应为滇印石豆兰（Bulbophyllum obrienianum）的异名。

## 特征描述
滇印石豆兰的假鳞茎梨形，紧密相连，斜伏在根状茎上，顶生1枚叶。叶片直立，革质，长圆形至椭圆形，正面中脉凹陷，在背面突起，先端钝，基部楔形；叶柄长3-6厘米，正面具凹槽。
花葶从假鳞茎基部发出，直立；花序顶生1-2朵花，基部被膜质鞘，筒状；花苞片干膜质，似佛焰苞状，淡黄色带紫红色斑点；花梗和子房具淡黄色带紫红色斑点；花淡黄色密布紫红色斑点和疣点。中萼片椭圆形，先端圆钝，内面具紫红色斑点和疣点；侧萼片稍宽而偏斜，基部贴生在蕊柱足上而形成萼囊，内面具紫红色斑点和疣点；花瓣近卵形，比萼片短，先端圆钝，边缘稍具齿，内面具紫红色斑点和疣点；唇瓣卵形，肉质，比花瓣短，基部具凹槽，其两侧边缘稍具齿，深黄色内面具紫红色斑点和疣点，先端钝，基部与蕊柱足相连；蕊柱淡黄色，直立，蕊柱足前端向上弯曲；蕊柱齿三角形；药帽圆锥形，前端钝；花粉块4，蜡质，2组，不等大。花期为4-5月。